# Miguel Ferreira da Costa
Tomás de Aquino OSB, właściwie Miguel Ferreira da Costa (ur. 1954 w Rio de Janeiro) – brazylijski duchowny, tradycjonalista katolicki, przeor klasztoru benedyktynów Świętego Krzyża w Nova Friburgo, biskup Unii Kapłańskiej Marcela Lefebvre (USML).
W okresie studiów prawniczych w Rio de Janeiro sympatyzował z poglądami katolickiego pisarza Gustavo Corção Braga. W związku z odkryciem powołania do życia duchownego, przyjęciem postawy integrystycznej, podjął decyzję o porzuceniu studiów prawniczych. Wyjechał do Francji. Wstąpił do wspólnoty monastycznej założonej przez Gérarda Calveta. W 1974 roku złożył śluby zakonne i zamieszkał w opactwie benedyktyńskim w Bédoin. Odbył studia teologiczne w macierzystym klasztorze oraz w seminarium duchownym w Ecône. Po zakończeniu nauki w 1980 roku przyjął święcenia kapłańskie z rąk arcybiskupa Marcela Lefebvre'a. W latach 1980–1987 przebywał w opactwie benedyktyńskim w Le Barroux.
W 1987 roku powrócił do Ameryki Południowej z zamiarem założenia wspólnoty monastycznej w Brazylii, w której pielęgnowana byłaby tradycja liturgii w nadzwyczajnej formie rytu rzymskiego. Został przeorem klasztoru Świętego Krzyża w Nova Friburgo. Nowe opactwo benedyktyńskie od samego początku działalności stało się ośrodkiem tradycjonalizmu katolickiego i ściśle współpracowało z bractwami kapłańskimi FSSPX i FSSJV.
Gdy w 1988 roku Stolica Apostolska miała dokonać interpretacji czynu Marcela Lefebvre'a i Antônio de Castro Mayera jako pociągającego ekskomunikę latae sententiae (a więc następującą z mocy prawa), wówczas wspólnota benedyktyńska Gérarda Calveta w Le Barroux przyjęła stanowisko pełnego podporządkowania się Stolicy Apostolskiej, natomiast przeor Tomás de Aquino oraz mnisi z Nova Friburgo utrzymali swój sprzeciw wobec posoborowego nauczania Kościoła katolickiego i opowiedzieli się za lefebrystami.
W 2002 roku po rozwiązaniu Bractwa Kapłańskiego Świętego Jana Marii Vianneya klasztor Świętego Krzyża w Nova Friburgo pod przewodnictwem przeora Tomása de Aquino stał się miejscem wokół, którego zaczęli się skupiać brazylijscy tradycjonaliści katoliccy odrzucający możliwość przystąpienia do apostolskiej administratury personalnej Świętego Jana Marii Vianneya.
W 2012 roku przeor Tomás de Aquino udzielił poparcia grupie oporu w łonie FSSPX i biskupowi Richardowi Williamsonowi. W 2013 roku był najważniejszym redaktorem, a następnie sygnatariuszem deklaracji Ut fideles inveniamur. Jest jednym z głównych organizatorów Unii Kapłańskiej Marcela Lefebvre'a.
19 marca 2016 roku przyjął sakrę biskupią z rąk Richarda Williamsona.